# Kofi Opare
Kofi Opare est un footballeur ghanéen né le 12 octobre 1990 à Mampong. Il joue au poste de défenseur central.

## Biographie

### Jeunesse
Kofi Opare naît au Ghana en 1990. Sa famille déménage pour Pretoria en Afrique du Sud, puis pour Newark dans le New Jersey, avant de finalement s'installer à Niagara Falls au Canada.

### En club
Le 17 janvier 2013, Opare est repêché en 24e position par le Galaxy de Los Angeles lors de la MLS SuperDraft 2013.
Le 15 mars 2019, il est prêté pour un match aux Colorado Springs Switchbacks.

## Palmarès
Vierge